# Nyctimene vizcaccia
Nyctimene vizcaccia — вид рукокрилих, родини Криланових.

## Середовище проживання
Країни поширення: Соломонові острови, Папуа Нова Гвінея. Вид мешкає від рівня моря до 1800 м над рівнем моря. Проживає в первинних вологих тропічних лісах.

## Стиль життя
Тварини ночують на деревах і в густому листі.